# Lotus E22
Lotus E22 — гоночный автомобиль с открытыми колёсами для гонок Формулы-1, разработанный и построенный командой Lotus для участия в сезоне Формулы-1 2014 года. Шасси было разработано Ником Честером, Крисом Куни, Мартином Толлидеем и Николасом Хеннелем, а Renault поставляли силовые агрегаты для команды. Болид пилотировали Ромен Грожан и Пастор Мальдонадо, заменивший Кими Райкконена после того, как Райкконен покинул команду, чтобы вернуться в Ferrari. E22 был разработан для использования нового 1,6-литрового двигателя Renault V6 с турбонаддувом. Это был последний автомобиль команды из Энстоуна, на котором использовались двигатели Renault до Renault RS16.
Команда была вынуждена пропустить первый предсезонный тест в Херес-де-ла-Фронтера, но выпустила компьютерные изображения автомобиля за неделю до этого, показав отличительный асимметричный раздвоенный дизайн носа.
После разочаровывающих результатов в первых нескольких гонках автомобиль набрал темп, когда началась европейская часть сезона, а Ромен Грожан квалифицировался пятым и финишировал на восьмой позиции на Гран-при Испании. Lotus, тем не менее, изо всех сил пытался заработать очки на протяжении всего сезона, но это, кроме Гран-при Испании, получилось сделать только в двух гонках: в Монако (очки заработал Грожан) и в Соединённых Штатах (Мальдонадо). Команда признавала, что фундаментальный недостаток дизайна на шасси был причиной плохих результатов в течение сезона. Таким образом, команда остановила доработку автомобиля относительно рано, чтобы сосредоточиться на шасси E23 после того, как доработки на проблемном автомобиле не привели к улучшению его результатов. Таким образом, Lotus закончил сезон на восьмом месте в Кубке конструкторов, по сравнению с четвёртым в 2013 году.

## Полные результаты Формулы-1
| Легенда к таблице |                                                                    |
| --- | ------------------------------------------------------------------ |
| В таблице перечислены результаты всех Гран-при Формулы-1, в которых использовался автомобиль. Строками таблицы являются сезоны, столбцами — этапы чемпионата мира. В каждой клетке указаны сокращённое название этапа и результат, дополнительно обозначенный цветом. Расшифровка обозначений и цветов представлена в нижеследующей таблице. |                                                                    |
| \| Пример \| Описание \| \| ------------ \| ------------------------------------------------------------------ \| \| 1 \| Победитель \| \| 2 \| Второе место \| \| 3 \| Третье место \| \| 5 \| Финишировал, заработав очки \| \| Сход \| Не финишировал, но при этом заработал очки \| \| 12 \| Финишировал, не получив очков \| \| НКЛ \| Финишировал, но не попал в финальную классификацию \| \| 15 \| Участвовал вне зачёта, либо по отдельной классификации \| \| 18 \| Не финишировал, но попал в финальную классификацию \| \| Сход \| Не финишировал \| \| НКВ \| Не прошёл квалификацию \| \| НПКВ \| Не прошёл предквалификацию \| \| ДСК \| Дисквалифицирован \| \| ИСК \| Исключён из протокола соревнований \| \| ТТ \| Заявлен для участия только в тренировках \| \| НС \| Участвовал в квалификации, но не стартовал в гонке \| \| Т \| Травмирован или болен \| \| ОТК \| Отказ от участия \| \| НТР \| Прибыл на соревнования, но на трассу не выезжал \| \| НПР \| Был заявлен в числе участников, но не прибыл к началу соревнований \| \| О \| Соревнования отменены \| \| \| Не участвовал \| \| Поул-позиция \| \| \| Быстрый круг \| \| |                                                                    |
| Пример | Описание                                                           |
| 1 | Победитель                                                         |
| 2 | Второе место                                                       |
| 3 | Третье место                                                       |
| 5 | Финишировал, заработав очки                                        |
| Сход | Не финишировал, но при этом заработал очки                         |
| 12 | Финишировал, не получив очков                                      |
| НКЛ | Финишировал, но не попал в финальную классификацию                 |
| 15 | Участвовал вне зачёта, либо по отдельной классификации             |
| 18 | Не финишировал, но попал в финальную классификацию                 |
| Сход | Не финишировал                                                     |
| НКВ | Не прошёл квалификацию                                             |
| НПКВ | Не прошёл предквалификацию                                         |
| ДСК | Дисквалифицирован                                                  |
| ИСК | Исключён из протокола соревнований                                 |
| ТТ | Заявлен для участия только в тренировках                           |
| НС | Участвовал в квалификации, но не стартовал в гонке                 |
| Т | Травмирован или болен                                              |
| ОТК | Отказ от участия                                                   |
| НТР | Прибыл на соревнования, но на трассу не выезжал                    |
| НПР | Был заявлен в числе участников, но не прибыл к началу соревнований |
| О | Соревнования отменены                                              |
| | Не участвовал                                                      |
| Поул-позиция |                                                                    |
| Быстрый круг |                                                                    |

| Сезон | Команда       | Двигатель                      | Ш | Пилоты            | 1    | 2    | 3   | 4    | 5   | 6   | 7    | 8   | 9   | 10   | 11   | 12   | 13  | 14  | 15  | 16  | 17  | 18  | 19   | Место | Очки |
| ----- | ------------- | ------------------------------ | - | ----------------- | ---- | ---- | --- | ---- | --- | --- | ---- | --- | --- | ---- | ---- | ---- | --- | --- | --- | --- | --- | --- | ---- | ----- | ---- |
| 2013  | Lotus F1 Team | Renault Energy F1-2014 1,6 V6T | P |                   | АВС  | МАЛ  | БАХ | КИТ  | ИСП | МОН | КАН  | АВТ | ВЕЛ | ГЕР  | ВЕН  | БЕЛ  | ИТА | СИН | ЯПО | РОС | США | БРА | АБУ  | 8     | 10   |
| 2013  | Lotus F1 Team | Renault Energy F1-2014 1,6 V6T | P | Ромен Грожан      | Сход | 11   | 12  | Сход | 8   | 8   | Сход | 14  | 12  | Сход | Сход | Сход | 16  | 13  | 15  | 17  | 11  | 17  | 13   | 8     | 10   |
| 2013  | Lotus F1 Team | Renault Energy F1-2014 1,6 V6T | P | Пастор Мальдонадо | Сход | Сход | 14  | 14   | 15  | НС  | Сход | 12  | 17  | 12   | 13   | Сход | 14  | 12  | 16  | 18  | 9   | 12  | Сход | 8     | 10   |